# Elizabeth MacRae
Elizabeth Hendon MacRae (Columbia, Carolina del Sur; 22 de febrero de 1936-Fayetteville, Carolina del Norte; 27 de mayo de 2024) fue una actriz estadounidense, cuyo papel más reconocido fue el de Louann Poovie en la sitcom Gomer Pyle, U.S.M.C., transmitida originalmente entre 1964 y 1969.

## Biografía

### Primeros años y formación actoral
Nacida en Columbia, Carolina del Sur, MacRae era la hija mediana de tres hijos de Dorothy (de soltera Hendon), nativa de Alabama, y James C. MacRae, de Carolina del Norte. Su padre, un abogado, trasladó a la familia antes de abril de 1940 a Fayetteville, Carolina del Norte, donde abrió un bufete de abogados y luego se desempeñó como juez del tribunal superior. Al crecer en Fayetteville, Elizabeth recibió su educación primaria allí y sus padres la enviaron a Washington D. C. para terminar su educación secundaria en Holton-Arms, una escuela independiente de preparación universitaria para chicas.
Después de graduarse de Holton-Arms, MacRae decidió seguir una carrera como actriz y en 1956 viajó a Atlanta para una audición en un papel de la producción Saint Joan del director Otto Preminger. No logró ser elegida para la película, pero en una entrevista en periódico de 1959 con el columnista de Hollywood Joe Hyams, MacRae le dio crédito a Preminger por alentarla a no abandonar sus planes profesionales y, en cambio, buscar una capacitación intensiva y profesional para el desempeño. Siguiendo el consejo de Preminger, MacRae se mudó a la ciudad de Nueva York, donde durante dos años estudió con Uta Hagen en el Herbert Berghof Studio y adquirió experiencia teatral interpretando diversos personajes en producciones fuera de Broadway y de verano. También retomó su formación artística, asistiendo a clases de dibujo y pintura en la Art Students League de Manhattan.

### Vida personal y muerte
En agosto de 1955, MacRae se casó con Amos Morehead Stack Jr., hijo de un juez prominente de Carolina del Norte. La duración del matrimonio y los motivos de su disolución son desconocidas. Se casó una segunda vez en 1965, esta vez con el actor y guionista Nedrick Young, de quien enviudó tres años más tarde, cuando Young sufrió un ataque al corazón a sus 54 años de edad. En 1969, MacRae se casó con Charles Day Helsey, ejecutivo de Wells Fargo, en Palm Springs, California. 
La pareja se mudó a Fayetteville, Carolina del Norte en 2001, exactamente al suburbio donde creció MacRae. En marzo de 2002, coprotagonizó en teatro varias presentaciones de la obra Picnic, en un teatro local de Fayetteville. Sus interpretaciones de la maestra Rosemary marcaron su debut en las tablas tras casi cuarenta años de carrera. 
Tras vivir varios años en Fayetteville, MacRae junto a su esposo se mudaron a Glenville, donde permanecieron. MacRae falleció en Fayetteville el 27 de mayo de 2024 a sus 88 años de edad.

## Filmografía

### Películas
- Love in a Goldfish Bowl (1961) como Jackie
- Everything's Ducky (1961) como Susie Penrose
- The Wild Westerners (1962) como Crystal Plummer
- Wild is My Love (1963) como Queenie
- For Love or Money (1963) como Marsha
- The Incredible Mr. Limpet (1964) (voz) como Ladyfish
- The Conversation (1974) como Meredith Humboldt
- Alien Zone (1978) como Mrs. Lumquist
- Eddie and the Cruisers II: Eddie Lives! (1989) como una reportera

### Televisión
- The Verdict Is Yours (1958) como testigo en el juzgado
- Naked City (1960)
- Harrigan and Son (1961) como Cynthia
- Maverick (1961) como Emily Todd
- The Asphalt Jungle (1961)
- Surfside 6 (1961, 1962) como Carla Wilson/Marcy Johnson/Margia Knight/Carla Wilson
- 77 Sunset Strip (1962) como Bette Otterman
- Dr. Kildare (1962) como Carrie Palmer RN
- Hawaiian Eye (1962) como Tina Billings
- he Untouchables (1962) como Jean "Bunny" Colton
- Gunsmoke (1962, 1962–1965) como Fanny Fields (1962), April Clomley (recurrente)
- Sam Benedict (1963) como Mrs. Jerome
- Stoney Burke (1963) como Paula
- Death Valley Days (1963) como Myra Engles
- For Love or Money (1963) como Marsha
- urke's Law (1964) como Marcy
- Route 66 (1960, 1962, 1964) como Randy Spring/Betsy/Jean/Betty
- Rawhide (1964) como Sally Ann Rankin
- The Fugitive (1964) como Clara Braydon
- he Virginian (1965) como Molly Weams
- I Dream of Jeannie (1965) como Diane
- The Andy Griffith Show (1967) como Betty Parker
- Bonanza (1968) como Lila Holden
- Gomer Pyle, U.S.M.C. (1966–1969) como LouAnn Poovie (recurrente)
- Judd for the Defense (1969) como Helen Barrett
- General Hospital (1969–1970; 1972–1973) como Meg Bentley #2
- Mannix (1972)
- Petrocelli (1975) como Lucille Bates
- Kojak (1975) como Betsy Vellon
- Barnaby Jones (1976) como Lucy Thornburgh
- Rhoda (1977) como Adele
- Days of Our Lives (1977) como Barbara Randolph
- Guiding Light (1983–1984) como Agatha Dobson
- Search for Tomorrow (1985) como Josie
- Another World (1988) como Tía Rose
- Supernatural: The Animation (2011) varias voces